# 強生半尾花介
強生半尾花介（学名：Semicytherura johnsonoides）为尾花介科半尾花介屬下的一个种。